# Tachina metallica
Tachina metallica là một loài ruồi trong họ Tachinidae.